# Стратих
Стратих (грч. Στράτιχος) је у грчкој митологији био Несторов син.

## Митологија
Његова мајка је била Еуридика или Анаксибија. Помињу га Аполодор и Хомер у „Одисеји“.